# Moulin de Fontaine-Française
Le moulin de Fontaine-Française est un moulin à eau situé dans le département français de la Côte-d'Or, dans la commune de Fontaine-Française. Il date du XVIIe siècle.

## Historique et description
Le plus ancien document relatant l'existence du moulin de Fontaine-Française remonte à 1643. À cette époque, il est propriété des Seigneurs de Fontaine, dont le château se dresse en face. Le moulin est alimenté par l'eau de la Torcelle dans l'étang Pagosse, dit étang du Moulin, qui longe le parc du château. Il s'agit d'un moulin à farine du type moulin à la française.
La date à laquelle le moulin a définitivement cessé de moudre est inconnue mais, en 1890, le moulin, appartenant toujours au château, est occupé par un charron. Le moulin devient ensuite une menuiserie. En 1972, les bâtiments sont rachetés, puis restaurés. Le moulin abrite aujourd'hui des chambres et une table d'hôtes.